# Tranquilino Leovigildo Torres
Tranquilino Leovigildo Torres (Santo Antônio da Barra, hoje Condeúba, 30 de agosto de 1859 — Salvador, 22 de maio de 1896) foi um advogado, juiz de direito brasileiro e primeiro presidente do Instituto Geográfico e Histórico da Bahia.

## Vida
Fez o curso primário na cidade natal Santo Antônio da Barra, o secundário nos conceituados colégios 7 de Setembro e São João, em Salvador, dos quais fora interno, sendo diretores respectivamente os notáveis educadores Luiz da França Pinto de Carvalho e o João Estanislau da Silva Lisboa. Foi ele um dos melhores alunos, vendo o seu nome figurar, por primeiro, no quadro de honra do Colégio 7 de Setembro.
A 25 de novembro de 1882 recebeu o grau de bacharel em direito pela faculdade de Recife, tendo deixado ali as mais robustas provas de sua vigorosa inteligência e sido alvo dos mais merecidos louvores, provenientes de um procedimento irrepreensível e de uma aplicação não comum.
Entrou para a vida pública estreando na carreira da magistratura em 1883. Iniciou carreira como promotor público na cidade de Vitória da Conquista, sendo depois preparador de Santa Isabel do Paraguaçu, hoje cidade de Mucugê, no estado da Bahia e  juiz de direito da comarca de Macaúbas.
Desde este inicio subiu em todos os postos desta profissão, até o cargo de membro do Tribunal de Conflitos e Administrativo, como representante do Senado, de acordo com a lei vigente.
Foi fundador do Instituto Geográfico e Histórico da Bahia e seu primeiro presidente. Nos dois últimos dois anos o Instituto Geográfico e Histórico da Bahia era a sua paixão predileta, o alvo de todos os seus esforços, o emprego do tempo, que não dedicava ao trabalho de seu cargo, que desempenhava sempre com excessivo escrúpulo e zelo meticuloso, e á educação de oito filhos dos quais o mais velho contava apenas doze anos.
Faleceu às 19 horas do dia 22 de maio de 1896, e seus ossos repousam em mausoléu construído por seus filhos no Cemitério do Campo Santo na cidade de Salvador.

## Obras
- História e Cotidiano no Planalto da Conquista

- O Municípios da Vitória

publicado pela primeira vez em 1888
- Memória Descriptiva do Município de Condeúba

1924 - Typographia Vieira  Rua Visconde do Rio Branco, 2  Condeúba - Bahia